# Magnetický dipól

Magnetické pole Země je přibližně dipólové. Na obrázku je použito zeměpisné označení severního (N) a jižního pólu (S). Ve fyzice se značí obráceně, takže severní pól střelky je přitahován ke geografickému severu.

Magnetický dipól je předmět, který kolem sebe vytváří magnetické pole podobné poli elektrického dipólu. Jako dipól můžeme chápat běžný permanentní magnet se severním a jižním pólem, odtud název dipól. Dipólový charakter má také pole vodivé smyčky, kterou protéká elektrický proud a (s omezenou přesností) i magnetické pole Země a některých dalších planet.

## Dipólový moment
Magnetický dipól je charakterizován vektorovou veličinou – magnetickým dipólovým momentem {\displaystyle \mathbf {m} }. (Analogicky je elektrický dipól popsán elektrickým dipólovým momentem.) V případě proudové smyčky jej můžeme určit podle vztahu
{\displaystyle \mathbf {m} =I\mathbf {S} },
kde {\displaystyle I} je proud procházející smyčkou a {\displaystyle \mathbf {S} } je orientovaná plocha ohraničená smyčkou dipólu. Vektor {\displaystyle \mathbf {S} } je orientován kolmo k rovině smyčky a z rovnice je vidět, že stejný směr má i vektor dipólového momentu. Změní-li se směr proudu ve smyčce, obrátí se vektor {\displaystyle \mathbf {m} } na opačnou stranu.
Orientaci magnetického pole uvnitř smyčky s proudem, a tím i směr magnetického momentu, určujeme pomocí Ampérova pravidla pravé ruky.

## Orientace ve vnějším poli
Volný dipól vložený do vnějšího magnetického pole se vlivem magnetické síly natáčí tak, aby dipólový moment mířil stejným směrem jako magnetická indukce pole. Proto se například magnety volně položené na stůl blízko sebe zorientují souhlasně, čili opačnými póly k sobě. Ze stejného důvodu se železné piliny v prostoru kolem magnetu zorientují ve směru magnetických indukčních čar. Při souhlasné orientaci má totiž dipól nejmenší potenciální energii, kterou lze vyjádřit rovnicí
{\displaystyle E_{\mathrm {p} }=-\mathbf {m} \cdot \mathbf {B} =-mB\cos \alpha },
kde tečka značí skalární součin, {\displaystyle \alpha } je úhel mezi vektory {\displaystyle \mathbf {B} } a {\displaystyle \mathbf {m} }. Z tohoto vztahu lze určit také práci potřebnou k pootočení dipólu. Na dipól působí magnetická síla
{\displaystyle \mathbf {F} =\left(\mathbf {m} \cdot \nabla \right)\mathbf {B} =\left(\mathbf {m} \cdot \nabla B_{x},\mathbf {m} \cdot \nabla B_{y},\mathbf {m} \cdot \nabla B_{z}\right)},
kde {\displaystyle \nabla } je operátor nabla. Tato síla má posuvné účinky. Způsobuje, že magnety se přitahují opačnými póly k sobě, zatímco souhlasné póly se odpuzují. Ze vztahu je ovšem vidět, že v homogenním poli je výsledná síla nulová a dipól se pouze natáčí. Otáčivé účinky vnějšího pole na dipól můžeme vyjádřit jako moment magnetické síly
{\displaystyle \mathbf {M} =\mathbf {m} \times \mathbf {B} },
kde {\displaystyle \times } značí vektorový součin. Je vidět, že síla neotáčí dipól orientovaný souhlasně s polem, protože moment je nulový. V této orientaci má potenciální energie minimum, takže jde o stabilní rovnovážnou polohu. Moment je nulový i pro dipól orientovaný opačně, ovšem tato rovnováha je labilní (maximum potenciální energie).

## Pole elementárního dipólu
Jsou-li rozměry smyčky či magnetu výrazně menší než vzdálenost, v níž magnetické pole zkoumáme, můžeme místo skutečného dipólu uvažovat tzv. elementární dipól (též bodový dipól). Vektorový potenciál {\displaystyle \mathbf {A} } bodového dipólu s momentem {\displaystyle \mathbf {m} } umístěného v počátku souřadné soustavy je dán vztahem
{\displaystyle \mathbf {A} \left(\mathbf {r} \right)={\mu _{0} \over 4\pi }{\mathbf {m} \times \mathbf {r}  \over r^{3}}},
kde {\displaystyle \mathbf {r} } je polohový vektor a {\displaystyle \mu _{0}} je permeabilita vakua. Potenciál má tedy směr kolmý na {\displaystyle \mathbf {r} } i {\displaystyle \mathbf {m} } (víří kolem osy dipólu) a velikost
{\displaystyle \mathbf {A} \left(\mathbf {r} \right)={\mu _{0} \over 4\pi }{m \over r^{2}}}.
Magnetická indukce {\displaystyle \mathbf {B} }, která charakterizuje silové účinky pole, je svázána s potenciálem rovnicí {\displaystyle \mathbf {B} =\operatorname {rot} \,\mathbf {A} }. Z ní lze po úpravách získat vztah pro indukci v místě {\displaystyle \mathbf {r} } dostatečně vzdáleném od dipólu:
{\displaystyle \mathbf {B} \left(\mathbf {r} \right)={\mu _{0} \over 4\pi }\left(3\mathbf {r} {\mathbf {m} \cdot \mathbf {r}  \over r^{5}}-{\mathbf {m}  \over r^{3}}\right)={\mu _{0} \over 4\pi }{m \over r^{3}}\left(3\mathbf {r} _{1}\cos \beta -\mathbf {m} _{1}\right)},
kde {\displaystyle \beta } je úhel mezi {\displaystyle \mathbf {r} } a {\displaystyle \mathbf {m} }, {\displaystyle \mathbf {r} _{1}} a {\displaystyle \mathbf {m} _{1}} jsou jednotkové vektory ve směru {\displaystyle \mathbf {r} } resp. {\displaystyle \mathbf {m} }. Velikost indukce ubývá se třetí mocninou vzdálenosti. V rovině „rovníku“ je první člen nulový, takže indukce má směr opačný k {\displaystyle \mathbf {m} }. Na ose dipólu má indukce směr shodný s dipólovým momentem.